# Jacques Perrin
Jacques André Simonet, más conocido por su nombre artístico, Jacques Perrin (París, 13 de julio de 1941-París, 21 de abril de 2022), fue un actor y productor de cine francés.

## Biografía
Fue hijo del director teatral de la Comédie-Française Alexandre Simonet y la actriz Marie Perrin, desde su infancia creció en un ambiente teatral. Estudió en el Conservatorio de Arte Dramático, donde recibió clases de Jean Yonnel. Pronto intervino en montajes teatrales. En el cine recibió su primer papel importante en la película La ragazza con la valigia (La chica con la maleta, 1960), de Valerio Zurlini. Con este mismo director rodó en 1962 Cronaca familiare (Crónica familiar), película basada en una novela de Vasco Pratolini y en la que Perrin compartió protagonismo con Marcello Mastroianni.
Estas interpretaciones le permitieron iniciar una importante carrera internacional: en 1965 rodó bajo las órdenes de Costa-Gavras la película Compartiment tueurs (Los raíles del crimen), y en 1966 la adaptación de la novela de Pío Baroja La busca, dirigida por Angelino Fons
En 1968 fundó su propia productora cinematográfica, Reggane Films, que financia películas como Z, de Costa-Gavras (1968), y Le Crabe-tambour, de Pierre Schoendoerffer (1977). En Z no solo fue coproductor, sino que también intervino como actor, junto a Jean-Louis Trintignant, Yves Montand e Irene Papas. La película ganó el óscar a la mejor película de habla no inglesa en 1969.
Aunque continuó actuando en películas como Cinema Paradiso (Giuseppe Tornatore, 1989) y Los chicos del coro (Christophe Barratier, 2004), su labor profesional se centró en la producción cinematográfica: financió películas de gran éxito como el documental sobre la vida de los insectos Microcosmos: le peuple de l'herbe (Microcosmos, dirigida por Claude Nuridsany y Marie Pérennou, 1995), con el que ganó el premio César al mejor productor, Himalaya, l'enfance d'un chef (Himalaya, Éric Valli, 1999) y el documental sobre la migración de las aves Le Peuple migrateur (Nómadas del viento, 2001), que Perrin codirigió junto a Jacques Cluzaud y Michel Debats.
Los hijos de Perrin, Mathieu Simonet (nacido en 1975), Maxence Perrin (1995) y Lancelot Perrin (2000), son también actores. Maxence intervino junto a su padre en la película Los chicos del coro, en la que interpretaba al niño Pépinot.

## Filmografía
La versión española de los títulos procede de la página de Filmaffinity.
- 1946: Les Portes de la nuit de Marcel Carné [en español: Las puertas de la noche]
- 1957: La Peau de l'ours de Claude Boissol
- 1958: Les Tricheurs de Marcel Carné
- 1959: La Verte Moisson de François Villiers
- 1960: La ragazza con la valigia de Valerio Zurlini [en español: La muchacha de la maleta]
- 1960: Les Nymphettes de Maurice Delbez y Henry Zaphiratos
- 1960: La Vérité de Henri-Georges Clouzot [en español: La verdad]

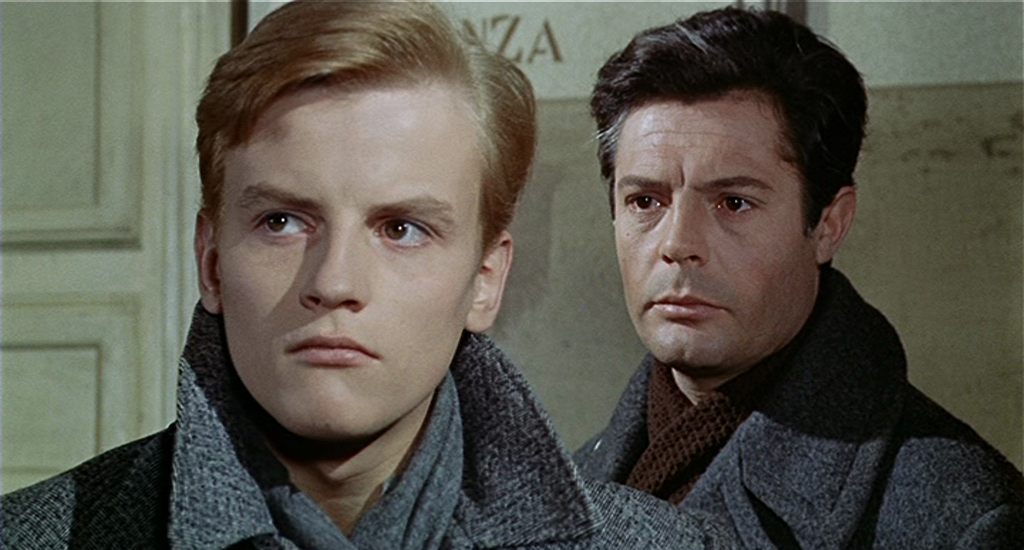
Jacques Perrin y Marcello Mastroianni en un fotograma de la película de 1962 Cronaca familiare, de Valerio Zurlini.

- 1962: Cronaca familiare de Valerio Zurlini [en español: Crónica familiar]
- 1963: La corruzione de Mauro Bolognini
- 1964: La chance et l'amour de Claude Berri, Charles Bitsch y Bertrand Tavernier
- 1965: Sangre en Indochina de Pierre Schoendoerffer
- 1965: Compartiment tueurs de Costa-Gavras [en español: Los raíles del crimen]
- 1966: La busca de Angelino Fons
- 1966: La ligne de démarcation de Claude Chabrol
- 1966: La grimace de Bertrand Blier (cortometraje)
- 1966: L'Horizon de Jacques Rouffio
- 1967: L'Écume des jours de Charles Belmont
- 1967: Les Demoiselles de Rochefort de Jacques Demy [en español: Las señoritas de Rochefort]
- 1968: Rose rosse per Angelica de Steno
- 1969: Z de Costa-Gavras (Perrin participó como productor y actor)
- 1970: L'Étrangleur de Paul Vecchiali
- 1970: Peau d'Âne de Jacques Demy [Piel de asno]
- 1971: Blanche de Walerian Borowczyk
- 1973: État de siège de Costa-Gavras (productor) [Estado de sitio]
- 1973: Home Sweet Home de Benoît Lamy
- 1974: Section spéciale de Costa-Gavras (productor)
- 1976:  Il deserto dei tartari de Valerio Zurlini (productor y actor) [El desierto de los tártaros]
- 1976: La Victoire en chantant de Jean-Jacques Annaud (productor)
- 1977: Le Crabe-tambour de Pierre Schoendoerffer
- 1978: L'Adoption de Marc Grunebaum
- 1978: La Légion saute sur Kolwezi de Raoul Coutard
- 1980: Une robe noire pour un tueur de José Giovanni
- 1982: L'Honneur d'un capitaine de Pierre Schoendoerffer
- 1982: Les Quarantièmes rugissants de Christian de Chalonge
- 1984: Le Juge de Philippe Lefebvre
- 1984: L'Année des méduses de Christopher Frank
- 1984: Paroles et musique de Elie Chouraqui
- 1985: Parole de flic de José Pinheiro
- 1989: Cinema Paradiso de Giuseppe Tornatore
- 1989: Vanille fraise de Gérard Oury
- 1989: Le peuple singe de Gérard Vienne (documental; productor)
- 1990: Stanno tutti bene de Giuseppe Tornatore
- 1991: La Contre-allée de Isabel Sebastian
- 1993: Les Demoiselles ont eu 25 ans de Agnès Varda (documental)
- 1994: Montparnasse-Pondichéry de Yves Robert
- 1995: Les Enfants de Lumière (documental; Perrin fue director -junto a Yves Deschamps- y productor)
- 1996: Microcosmos: le peuple de l'herbe de Claude Nuridsany y Marie Pérennou (documental; productor)
- 1998: D'abord la musique/Prima la musica, poi le parole de Fulvio Wetzl
- 1999: Himalaya: L'Enfance d'un chef de Eric Vali (productor)
- 1999: C'est pas ma faute! de Jacques Monnet
- 2001: Le Peuple migrateur de Jacques Perrin, Jacques Cluzaud y Michel Debats (documental; productor, director y narrador)
- 2001: Le Pacte des loups de Christophe Gans
- 2003:  Deep Blue, de Alastair Fothergill y Andy Byatt (documental, narrador) [en español: Deep Blue (La película de Planeta Azul)]
- 2004: Les Choristes de Christophe Barratier [en español: Los chicos del coro]
- 2004: Voyageurs du Ciel et de la Mer de Jacques Perrin y Jacques Cluzaud (documental IMAX para Futuroscope; productor, director y narrador)
- 2004: Là-haut, un roi au-dessus des nuages de Pierre Schoendoerffer
- 2005: Le Petit Lieutenant de Xavier Beauvois [El pequeño teniente]
- 2006: El perfume. Historia de un asesino de Tom Tykwer. Perrin participa como narrador.
- 2008: Tabarly de Pierre Marcel (documental)
- 2008: Faubourg 36 de Christophe Barratier
- 2009: Océans. Codirector, junto a Jacques Cluzaud
- 2014: Richelieu, la pourpre et le sang (TV) de Henri Helman
- 2014: Borderline (TV) de Olivier Marchal
- 2018: Rémi sans famille. de Antoine Blossie (Rémi: Una aventura extraordinaria).

## Televisión
- 1988: Médecins des hommes (teleserie, Perrin actuó y dirigió varios episodios)
- 1993: Le Château des oliviers (teleserie)
- 2005: L'Odyssée de la vie de Nils Tavernier (documental; narrador)
- 1998: Victor Schoelcher, l'abolition de Paul Vecchiali
- 1999: L'éléphant blanc de Gianfranco Albano
- 2002: Les Ailes de la nature (documental, director y narrador)
- 2003: Frank Riva de José Pinheiro
- 2006: Le Piano oublié de Henri Helman
- 2006: La lance de la destinée [La lanza del destino] de Dennis Berry
- 2008: Hold-up à l'italienne de Claude-Michel Rome

## Premios y distinciones
Premios Óscar
| Año  | Categoría                       | Película            | Resultado |
| ---- | ------------------------------- | ------------------- | --------- |
| 1969 | Mejor Película                  | Z                   | Nominado  |
| 2002 | Mejor largometraje documental   | Le Peuple Migrateur | Nominado  |
| 2003 | Óscar al mejor documental largo | Winged Migration    | Nominado  |

Festival Internacional de Cine de Venecia
| Año  | Categoría                 | Película | Resultado |
| ---- | ------------------------- | -------- | --------- |
| 1966 | Copa Volpi al mejor actor | La busca | Ganador   |

- Premio César al mejor productor en 1997 por Microcosmos: le peuple de l'herbe
- 2005: Premio Étoiles d'Or de la Prensa Cinematográfica Francesa al mejor productor.
- Premio Henri-Langlois (Vincennes, 2007)
- Oficial de la Legión de Honor (14 de julio de 2007)

## Teatro
Dentro de la importante labor teatral de Perrin destacan los siguientes montajes:
- 1958: L'Année du bac de José-André Lacour, dirección de Yves Robert, Théâtre Édouard VII (París), Espace Cardin (París)
- 1960: Les Ambassades de Roger Peyrefitte, dirección de André Barsacq, Teatro de las Bouffes Parisiens, París.
- 1962: Ève et Line de Luigi Pirandello, dirección de Pierre Franck, Teatro de las Bouffes-Parisiens, París